# Macrotis leucura
Macrotis leucura (білбі малий) — вид сумчастих ссавців із ряду бандикутоподібних. Вид мешкав у пустелях центральної Австралії (Північна територія, Квінсленд, Південна Австралія, Західна Австралія). Приблизно з 1960 року вважається, що він вимер.

## Морфологічна характеристика
Самці більші за самиць. Довжина тіла самців 365–440 мм, самиць — 320–390 мм. Довгі хвости від 115 до 275 мм. Мішок відкривався донизу й назад. Верх тіла світлого, зазвичай сірого, кольору; низ білий. Хвіст білий, із сірою лінією. Вуха дуже довгі й загострені. Унікальною характеристикою є лапи з трьома міцними пальцями з вигнутими кігтями; інші два пальці дуже маленькі. На задніх лапах тільки три пальці.

## Середовище проживання
Проживав у піщаних пустелях або пустелях з піщаними дюнами, але також займав рідколісся Acacia aneura й купинні місцевості. 

## Спосіб життя
Це були солітарні тварини. Ховалися в норах до 2.7 м завдовжки, вхід до нір прикопувався, щоб вороги не проникли в гніздо. Вели виключно нічний спосіб життя. Обмежені дані свідчать про те, що вони були переважно м'ясоїдними, їли дрібних комах (мурах, термітів, жуків, личинок), а також насіння, гриби, плоди, у тому числі Solanum. Ці білбі не потребували пити воду.
Розмножувався в період з березня по травень. Вагітність тривала 21 день. Зазвичай народжувалося від 1 до 3 дитинчат.

## Загрози
Головною причиною вимирання вважають хижацтво інтродукованих диких котів і лисиць, яке, ймовірно, посилилося зміною режиму пожеж. На малих білбі колись полювали люди через їхнє гладке шовковисте хутро.